# Rangos y títulos históricos rumanos
Este artículo es un glosario de los rangos y títulos históricos rumanos, utilizados en los principados de Moldavia, Valaquia y Transilvania, y más tarde en Rumanía. Si bien la mayor parte de estos títulos son de origen eslavo, los hay igualmente con origen griego, latino y turco. Algunos son originales de la zona, como armaş, paharnic, jitnicer y vistiernic. Los diferentes títulos de boier corresponden a diversos servicios honoríficos en la Corte, pero la mayor parte del tiempo fueron igualmente asociados a ciertas funciones gubernamentales.
Algunos títulos pueden estar precedidos de los adjetivos mare, de origen rumano, vel, de origen eslavo, o baş, de origen turco, todos sinónimos de Megas de origen bizantino, que significa Gran. De este modo, se hallan los títulos de Mare Vornic, Mare Stolnic, Vel Paharnic, Vel Pitar, Vel Logofăt, Baş Boier, etc, etc.

## Edad Media
| Nombre del rango | Etimología                                                                                                | Descripción |
| ---------------- | --- | --- |
| Aprod            | Del húngaro apród, Paje                                                                                   | Oficial encargado de la justicia o de los asuntos fiscales, que introducía a los invitados en la corte. |
| Armaş            | Del rumano Armă, arma + sufijo -aş                                                                        | Oficial encargado de la seguridad, de las prisiones y de las ejecuciones. El Mare Armaş es responsable de unos sesenta Armaşi. Asegura igualmente la aplicación de las penas de muerte, así como la organización de la música militar |
| Ban              | Probablemente del sármata, del persa o del ávaro                                                          | Era el título atribuido a los dirigentes medievales de las regiones de Valaquia, Oltenia y Severin desde el siglo XIII. Los ban válacos eran gobernadores militares. El territorio administrado por un ban era llamado banato. El Mare Ban o Vel Ban era el rango más alto de Valaquia. |
| Becer            | Del rumano beci, despensa de origen cumano.                                                               | Cocinero de la corte. |
| Boier            | Del eslavo bolyarin, nobleza                                                                              | Aristócrata hereditario. |
| Cămăraş          | Del rumano cămară, cuarto, despensa                                                                       | Persona responsable de las estancias y despensas de la corte. El cămăraş de suldgerie repartía carne tras su pesaje, el cămăraş de jitniță estaba a cargo del trigo presente en el granero de la corte. |
| Căminar          | Del rumano camină, tasa, de origen eslavo                                                                 | Persona encargada de recolectar ciertas tasas, inicialmente aquella sobre la cera de abeja. |
| Chelar           | Del griego kellarios, o del latín cellarium, reserva, almacén                                             | Persona responsable de las bodegas y de las reservas de alimentos de la corte. |
| Clucer           | Del eslavo kliučiari, que viene de la palabra kliuch, llave.                                              | Persona responsable de la familia y de los servidores de la corte, equivalente al rango ruso de kliuchnik. El Mare Clucer es responsable del conjunto de las provisiones (frutas, legumbres, mantequilla, miel, queso, sal, etc.), de su almacenamiento y conservación. |
| Cneaz            | Del eslavo kniaz, príncipe o rey                                                                          | Jefe de una tribu, de una comunidad de campesinos y pastores, o juesz en algunos pueblos</ref>. |
| Condicar         | Del rumano condică, registro                                                                              | Persona responsable de los archivos de la corte, archivero. |
| Comis            | Del griego kómis                                                                                          | Gran Escudero. El Mare Comis estaba a cargo de las caballerizas de la corte y dirige a su personal: sirvientes, herreros y carroceros. |
| Cupar            | Del rumano cupă, copa                                                                                     | Boyardo encargado de rellenar las copas de vino en la mesa de la corte. Es el paharnic particular del domn. |
| Domn             | Del rumano a domni, conducir, guiar, de domn, señor, derivado del latín dominus, amo                      | Título de los dirigentes de Valaquia y Moldavia. |
| Domnitor         | Del rumano a domni, conducir, guiar, de domn, señor, derivado del latín dominus, amo                      | El título oficial del dirigente de Rumanía de 1862 a 1881. Utilizado antes de esa fecha de manera no oficial. |
| Dregător         | Del rumano a drege, reparar, planificar                                                                   | Término genérico que designa a la mayor parte de los funcionarios de la corte, encargados de la cancillería, de la administración, de la justicia o de la organización militar. |
| Jitnicer         | Del rumano jitniţă, granero, del eslavo žitnica, derivado de žito, centeno                                | Persona responsable del granero de la corte. |
| Jude             | Del latín judex, que ha derivado en rumano a judeţ, una jurisdicción, generalmente traducido como condado | Juez o alcalde de una región. |
| Grămătic         | Del griego ghrammatikós, maestro de lenguajes, hombre de letras                                           | Secretario de la Cancillería. |
| Hatman           | Ver el término polaco hetman                                                                              | Equivalente moldavo del spătar. El hatman es el comandante del ejército, tarea atribuido, como en los tiempos de los emperadores bizantinos, al gran canciller de la corte. Dirige el conjunto de los soldados, en servicio o con paga. Es asimismo prefecto de Suceava. Empuña un bastón dorado en las ceremonias oficiales. |
| Hospodar         | Del eslavo gospodar, señor que da, soberano                                                               | Título dado a los dirigentes de Valaquia y de Moldavia en los escritos eslavos y eslavónicos. |
| Ispravnic        | Del eslavo izpravnik                                                                                      | Un representante del domnitor en un condado. |
| Logofăt          | Del griego logothetēs                                                                                     | Canciller, se ocupa de las relaciones interiores entre el hospodar y el consejoo de boyardos (Sfat Domnesc). El Mare Logofăt es el primer canciller de la corte. Con este título preside todos los consejos, fija el orden del día y transmite las decisiones del Consejo. Transmite igualmente las quejas de los miembros del Consejo. Su responsabilidad sobre los servicios fiscales fue progresivamente evolucionando al vistier. |
| Medelnicer       | Del eslavo medelnica, cuenco de cobre                                                                     | Un título de boyardo; literalmente la persona que derrama agua sobre las manos para lavárselas antes de comer. |
| Paharnic         | Del eslavo pohar,pucharz, que significa bol, vaso, copa, que en rumano ha dado la palabra pahar, vaso     | Persona encargada del aprovisionamiento de vino. Próximo al término polaco cześnik, pero con una etimología diferente. |
| Pârcălab         | Del húngaro porkoláb                                                                                      | Jefe de un condado (judeţ). |
| Pârgar           | Del alemán Bürger, del húngaro polgár.                                                                    | Miembro del consejo local de una villa. |
| Pitar            | De pita, pan                                                                                              | Suministrador de pan de la corte. |
| Polcovnic        | Ver Polkovnik                                                                                             | Comandante de un regimiento. |
| Portar           | Del rumano Poartă, puerta                                                                                 | Portero, por ejemplo Portar de Suceava. |
| Postelnic        | Del eslavo postel, lecho; ver el título ruso postelnichy                                                  | Un título de boyardo, literalmente una persona responsable de las habitaciones reales. Corresponde vagamente al título de chambelán. |
| Şătrar           | Del eslavo del sur šatra                                                                                  | Boyardo responsable de la supervisión del campo militar durante una guerra. |
| Sfetnic          | Del eslavo suvetnik                                                                                       | Consejero de un voivoda o de un domnitor. |
| Spătar           | Del griego spatharios                                                                                     | En Valaquia, blandidor de la espada y del bastón reales, y ostentador del segundo rango en el ejército tras el voivoda. |
| Staroste         | Del eslavo starosta                                                                                       | Maestre de una guilda (breaslă en Moldavia, isnaf en Valaquia). |
| Stolnic          | Del eslavo stolnik                                                                                        | Un título de boyardo, persona responsable de la mesa real. Próximo a senescal. |
| Sluger           | Del eslavo služar                                                                                         | Persona encargada del aprovisionamiento de carne de la corte. |
| Vătaf            | Del eslavo vatah                                                                                          | Contramaestre de varios tipos (Vătaful divanului, Vătaf de agie, Vătaf de plai, Vătaf de hotar, etc.). |
| Vistier          | Del latín vestiarius, persona responsable del vestidor                                                    | Un título de tesorero. |
| Voievod          | Del eslavo voivoda                                                                                        | Príncipe reinante, comandante en jefe del ejército, título dado a los dirigentes de Valaquia y Moldavia. |
| Vornic           | Ver el título eslavo nádvorník                                                                            | Oficial encargado de la justicia y de los asuntos internos. |

## Era fanariota
| Nombre del rango               | Etimología                                      | Descripción |
| ------------------------------ | ----------------------------------------------- | --- |
| Aga                            | Del turco ağa, comandante militar.              | Jefe de un servicio encargado de hacer aplicar la ley (agie).                                                                   |
| Alaiceauş                      | Del turco alay y çavuş                          | Maestro de ceremonias. |
| Beizadea                       | Del turco beyzade                               | Hijo de un hospodar durante el periode fanariota.                                                                               |
| Binişliu                       | Del turco binişli                               | Servidor en la corte. |
| Buhurdargiu                    | Del turco buhurdur                              | Persona responsable de las espicias en la corte.                                                                                |
| Cafegiu                        | Del turco kahveci                               | Persona que sirve el café en la corte.                                                                                          |
| Caftangiu                      | De caftán, mantel de origen turco               | Persona que pone le manto de boyardo sobre los nuevos cargos nombrados.                                                         |
| Calemgiu                       | Del turco kalemcı                               | Secretario judicial. |
| Capuchehaie                    | Del turco kapikâhaya                            | Diplomático representante de los dirigentes válacos y moldavos en la corte otomana.                                             |
| Capugiu                        | Del turco kapucu                                | Guardia del Sultán y ejecutor de órdenes secretas, como la destitución o el asessinato de los príncipes de Valaquia y Moldavia. |
| Caraghios                      | Del turco karagöz                               | Bufón de la corte. |
| Cavas-başa                     | Del turco kavas y baş                           | Sirviente de la corte que guarda la puerta del príncipe.                                                                        |
| Ceauş                          | Del turco çavuş                                 | Mensajero o correo. |
| Chehaia                        | Del turco kehaya                                | Representante del domnitor en la corte otomana.                                                                                 |
| Ciohodar                       | Del turco çuhadar                               | Persona responsable de las calzas del dirigente.                                                                                |
| Ciubucciu                      | Del turco çubukçu                               | Personas responsables de las pipas (çubuk) del dirigente.                                                                       |
| Divan Efendi                   | De origen turco                                 | Secretario judicial otomano que trabajaba como traductor en la corte, utilizado igualmente como espía.                          |
| Divictar                       | Del turco divitdar                              | Secretario judicial en la corte encargado del aprovisionamiento de tinta y papel.                                               |
| Dragoman                       | Del griego dragomános                           | Intérprete, traductor. |
| Gealat                         | Del turco cellât                                | Verdugo. |
| Geamgirgiu                     | De origen turco                                 | Sirviente responsable de las sábanas del príncipe.                                                                              |
| Gus-başa                       | De origen turco                                 | Sirviente responsable de los libros.                                                                                            |
| Ibrictar                       | De origen turco                                 | Sirviente responsable de la caldera para lavar las manos del príncipe.                                                          |
| Iciolan                        | Del turco içoğlan                               | Niño sirviente. |
| Idicliu                        | De origen turco                                 | Sirviente responsable de los caballos.                                                                                          |
| Isbaşa                         | De origen turco                                 | Secretario responsable de las peticiones a la corte.                                                                            |
| Iuzbaşa                        | Del turco yüz, cien                             | Comandante de un grupo de cien soldados, que protegían la corte.                                                                |
| Lipcan                         | Del turco lipkan                                | Correo oficial entre la Sublime Puerta y las cortes válaca y moldava.                                                           |
| Mabeemgiu                      | De origen turco                                 | Sirviente responsable de las mabeem, habitaciones dedicadas a los dregători.                                                    |
| Mazil                          | Del turco mazul o del ruso mazil, terrateniente | Boyardo de la aristocracia terrateniente, sin función pública.                                                                  |
| Mehmendar                      | Del turco mihmandar                             | Un boyardo que acompañaba al dirigente que se ocupaba del alojamiento.                                                          |
| Meteregiu                      | De origen turco                                 | Sirviente responsable del bacinete usado como retrete por el principe.                                                          |
| Mucurdar, Muhurdar, Muhardagiu | Del turco mühürdar                              | Persona responsable de los sellos de la corte.                                                                                  |
| Mumbaşir                       | Del turco mübaşir                               | Perceptor de un impuesto. |
| Nerghelegiu                    | Del turco nargileci                             | Sirviente responsable de los narguilé del príncipe.                                                                             |
| Nazâr                          | Del turco nāzır                                 | Gobernador de una ciudad turca, como las fortalezas turcas en el Danubio.                                                       |
| Paia                           | Del turco pāye                                  | Boyardo sin función pública. |
| Pehlivan                       | Del turco pehlivan                              | Acróbata de la corte. |
| Peschirigi-başa                | De origen turco                                 | Sirviente encargado de proporcionar al prince de toallas con las que secarse.                                                   |
| Rahtivan                       | De origen turco                                 | Sirviente responsable de los arneses de los caballos del príncipe.                                                              |
| Serdar                         | Del turco sardar, y este del persa              | Comandante de un ejército. |
| Ṣeitar                         | De origen turco                                 | Bufón de la corte. |